# NGC 4612
NGC 4612 is een lensvormig sterrenstelsel in het sterrenbeeld Maagd. Het hemelobject werd op 23 januari 1784 ontdekt door de Duits-Britse astronoom William Herschel.

## Pseudo supernova
Vanaf de Aarde gezien wordt het oostelijk gedeelte van NGC 4612 gedomineerd door de ster TYC 296-507-1 die de indruk opwekt dat er zich in dit stelsel een supernova bevindt. Deze ster behoort echter tot ons melkwegstelsel, maar is toevallig in de richting van NGC 4612 te zien.

## Synoniemen
- UGC 7850
- MCG 1-32-134
- ZWG 42.205
- VCC 1883
- PGC 42574